# Kniejówka (broń)

Przekrój luf w kniejówce.

Kniejówka – skrócona broń myśliwska o dwóch lufach: gładkiej i gwintowanej.
Kniejówka pozwala na polowanie zarówno na zwierzynę drobną, jak i grubą podczas jednego polowania. Najczęściej spotykane kalibry śrutowe w kniejówkach to: 12/70, 12/76, 16/70, 20/70, 20/76. Lufa gwintowana w kniejówce to najczęściej kalibry: .22 Hornet, 5,6 × 50 mm R, .222 Rem, 5,6 × 52 mm R, 7 × 57 mm R, 7 × 65 mm R, .308 Win, 30-06, 8 × 57IRS, 9,3 × 74 R.
Kniejówkę cechuje krótsza długość całej broni niż w przypadku sztucera i dubeltówki. Ma to na celu wygodniejsze poruszanie się w lesie, stąd nazwa odnosząca się do poruszania się w kniei. Zasadniczo kniejówka nie służy do polowania z zasiadki, tylko do polowania z podchodu.

## Użycie w Wojsku Polskim
W czasie trwania powstania styczniowego wykorzystywano wszelką dostępną broń palną, w tym też i kniejówki. We wspomnieniach z epoki pojawia się opis wykorzystania kniejówek. Tak opisuje to Józef Ożegalski:

Wtedy wyniósł ze swego namiotu, bardzo ładną strzelbę i tę mi ofiarował wraz z sześćdziesięcioma kalibrowymi ładunkami, między nimi było kilkanaście z loftkami i przyrzekł, że gdy nadejdą karabiny to i my takowe otrzymamy, bo widzi że umiemy dobrze strzelać.
(...)
Dubeltówka, którą dostałem, była to ładna dziwerówka z gładką prawą lufą, a lewą gwintowaną na grubego zwierza, miała wizjer na trzysta kroków, dający się położyć na lufie, jeżeli nie był potrzebnym.